# Природа (понятие философии)
Понятие «Природа» имеет два взаимосвязанных значения в философии. С одной стороны, оно означает совокупность всех вещей, которые являются естественными или подчиняются привычному нам действию законов природы. С другой — существенные свойства и причины отдельных вещей.
Значение и влияние природы было постоянной темой обсуждения в истории западной цивилизации, в философских направлениях метафизики и эпистемологии, а также в теологии и естественнонаучных направлениях. Следует отметить, что изучение сущности объектов и обычных законов, которые, по-видимому, управляют ими, является областью исследования естественных наук. Философия занимается изучением вопроса «что значит быть естественным» (согласным со своей внутренней природой).
Слово «природа» (натура) является калькой с латинского nātūra — философского термина, происходящего от глагола рождать, который, в свою очередь, использовался как перевод более раннего (досократовского) греческого термина phusis, производного от глагола, обозначающего естественный рост. Уже в классические времена философское использование этих слов сочетало в себе два схожих значения. Они описывают процесс, когда вещи происходят сами по себе, «естественно», без «вмешательства» со стороны человеческого обдумывания, божественного вмешательства или чего-то другого, что находится за пределами реальности.
Значение понятия «природа» (натура) зависит от предмета и возраста произведения, в котором оно появляется. Например, объяснение свойств натуры Аристотелем отличается от того, что подразумевается под свойствами естества в современных философских и научных работах и может существенно отличаться от другого научного и общепринятого использования. Стоицизм призывает практиков жить в согласии с природой. Пирронизм побуждает практиков руководствоваться внутренней природой при принятии решений.

## Классическое понятие природы и аристотелевская метафизика
«Физика» (от ta phusika «естественные [вещи]») — основная работа Аристотеля о природе. В «Физике II.1» Аристотель определяет природу (натуру) как «источник или причину движения и покоя в том, чему она в первую очередь принадлежит». Другими словами, природа — это принцип в природном сыром материале, который является источником тенденций к изменению или покою, если его не остановить. Например, камень упадет, если нет препятствия. Природные вещи противопоставляются артефактам, созданным искусственно, а не в силу врожденной склонности. (Материал для кровати не имеет тенденции становиться кроватью.) В терминах аристотелевской теории четырех причин слово «естественный» применяется как к врожденному потенциалу материи, так и к формам, в которые материя имеет тенденцию собираться естественным образом.
Согласно Лео Штраусу, начало западной философии было связано с «открытием или изобретением природы», а «дофилософский эквивалент природы» был представлен такими понятиями, как «обычай» или «способы». С другой стороны, в древнегреческой философии Природа или природы — это способы, которые «действительно универсальны» «во все времена и во всех местах». Отличие природы заключается в том, что она предполагает не только то, что не все обычаи и способы равны, но и то, что можно «ориентироваться в космосе» «на основе исследования» (а не на основе традиций или религии). Чтобы выразить это «открытие или изобретение» в традиционной терминологии, то, что «по природе», противопоставляется тому, что «по соглашению». Концепция природы, возникшая так давно, остается прочной основой современного западного мышления. Наука, согласно комментарию Штрауса к западной истории, есть созерцание природы, тогда как технология была или является попыткой подражать ей.
Развиваясь, философская концепция природы или природ как особого типа причинности — например, то, как устроены отдельные люди, частично вызвано тем, что называется называемым «человеческой природой», — является важным шагом к учению Аристотеля о причинности, которое стало основой всей западной философии до рождения современной науки.

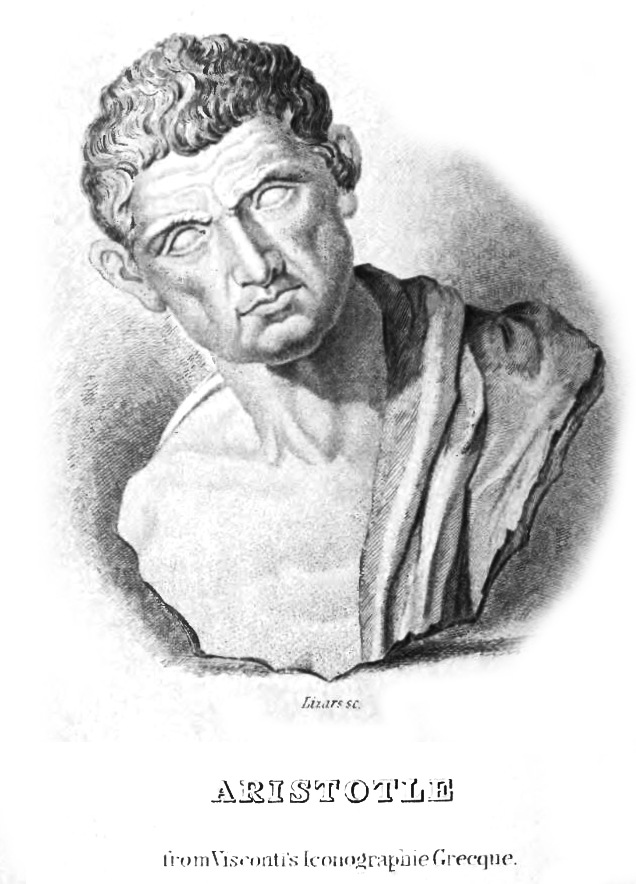
Изображение Аристотеля

Было ли это намеренно или нет, долгое время считалось, что исследования Аристотеля на эту тему разрешили дискуссию о природе в перевес одного решения. В этом трактате описаны четыре различных типа причин:
- Материальная причина — это «сырье» — материя, которая претерпевает изменения. Одной из причин существования статуи может быть то, что она бронзовая (или иначе — вид статуи зависит от материала). Все значения слова природа (натура) заключают в себе это простое значение.
- Действующая причина — это движение одного объекта, которое приводит к изменению другого объекта. Например, удар зубила по камню приводит к тому, что осколок отламывается. Это способ, которым материя принимает форму, чтобы стать субстанцией, подобно тому, как сказал Аристотель, что субстанция должна иметь форму и материю, чтобы называть ее субстанцией. Это движение превращения одного существа в два. Это наиболее очевидный способ работы причины и следствия, приведенный в описаниях современной наукой. Но, по Аристотелю, это не полное описание всего, что заключено в понятие «движение», и необходимо «обратиться к вопросу, есть ли какая-либо другая причина как таковая, кроме материи».[5]
- Формальная причина — это форма или идея, которая служит образцом для развития вещей. Например, подражая Аристотелю, мы могли бы сказать, что ребенок развивается способом, частично определяемым сутью, называемой «человеческой природой». Здесь природа (натура) является причиной.
- Конечная причина есть цель, к которой что-то направлено. Например, человек стремится к чему-то, что воспринимается как добро, как говорит Аристотель в первых строках «Никомаховой этики».

Трактовка формальной и конечной причин является существенной частью «Метафизики» Аристотеля — его попытки выйти за пределы природы и объяснить саму природу. На практике они подразумевают человеческое сознание, вовлеченное в причинность всех объектов, даже объектов, не созданных руками человека. Самой природе приписывается наличие целей существования.
Таким образом, искусственное, как и условное, традиционно противопоставляется естественному в рамках этой ветви западной мысли. Технологии противопоставлялись познанию, как упоминалось выше. И еще одним существенным аспектом такого понимания причинности было различие между случайными свойствами объекта и его субстанции — еще одно различие которое долгое время было широко принято в средневековой Европе, утратившее популярность в современную эпоху после того.
Другими словами, Аристотель рассматривал организмы и другие природные объекты как существующие на более высоком уровне, чем просто движущаяся материя. Довод Аристотеля о формальных и конечных причинах связан с учением о том, как люди могут познавать объекты: «Если ничего не существует отдельно от отдельных вещей, то ничего не будет умапостигаемо; все будет чувственно, и не будет никакого познания чего бы то ни было — если только не утверждать, что чувственное восприятие есть знание». Следовательно, те философы, которые не согласны с этим рассуждением, также видят знание иначе, чем Аристотель.
В те времена Аристотель описал природу или природы определением, совершенно отличным от современной науки:
«Природа» означает:
(а) в каком—то смысле генезис образовавшихся объектов — как можно было бы предположить,
(б) в другом — та имманентная суть, из которой изначально образуется объект.
(c) Источник, из которого первичное движение в каждом природном объекте индуцируется в этом объекте как таковом. Говорят, что растут все природные объекты, которые получают увеличение за счет чего-то другого путем контакта и органического единения (или слипания, как в случае с эмбрионами). Органическое единство отличается от контакта; ибо в последнем случае не должно быть ничего, кроме контакта, но в обоих объектах, образующих органическое единство, есть нечто одно и то же, что создает вместо простого контакта единство, которое является органическим, непрерывным и количественным (но не качественным). Опять же, «природа» означает:
(d) первичный материал, бесформенный и неизменный по своей собственной потенции, из которого состоит любой природный объект или из которого он изготовлен; например, бронза называется «природой» статуи и бронзовых изделий, а дерево — природой деревянных, и аналогично во всех других случаях. Ибо каждая статуя состоит из «натуры» первичного сохраняющегося материала. Именно в этом смысле люди называют элементы природных объектов «природой», одни называют это огнем, другие землей, воздухом или водой, третьи чем-то еще подобным, третьи некоторыми из них, а третьи всеми ими. Опять же, в другом смысле «природа» означает
(e) субстанция природных объектов; как в случае с теми, кто говорит, что «природа» является первичным составом объекта, или, как говорит Эмпедокл: ничто из существующего не является природой, а только смешением и разделением того, что было смешано; природа — это всего лишь название, данное им людьми. Следовательно, что касается тех объектов, которые существуют или созданы природой, хотя то, из чего они естественным образом произведены или существуют, уже присутствует, мы говорим, что они еще не имеют своей природы, если у них нет своей формы и проявления.. То, что включает в себя и то, и другое, существует по природе; например животные и их части. И природа — это одновременно первичная материя (и это в двух смыслах: либо первичная по отношению к вещи, либо первичная вообще; например, в бронзовых изделиях первичная материя по отношению к этим изделиям — бронза, но в целом это, возможно, вода — то есть, если все вещи, которые можно расплавить, являются водой) и форма или сущность, то есть конец процесса, завершение развития. Действительно, исходя из этого смысла «природы»- всякая сущность в целом называется «природой», потому что природа чего-либо — это своего рода сущность. Итак, из сказанного следует, что первичный и правильный смысл «природы» — это сущность тех вещей, которые содержат в себе как таковой источник движения; ибо материя называется «природой», потому что она способна воспринимать природу, а процессы зарождения и роста называются «природой», потому что они являются производными от нее движениями. И природа в этом смысле является источником движения в природных объектах, которое каким-то образом присуще им либо потенциально, либо фактически.
— Метафизика 1014b-1015a, перевод на англ. Хью Треденник.
Существует мнение, что эта теория представляет собой чрезмерное упрощение представлений о природе, отклоняющееся от дебатов в рамках классической философии. Возможно даже то, что Аристотель видел в ней упрощение или обобщение выводов самих дебатов. Но в любом случае теория четырех причин стала основой высшего образования в Средние века.

## Понятие «природы» в восточной философии

### В индийской философия
Джайнская философия пытается объяснить смысл бытия и существования, природу Вселенной и ее составляющих, природу рабства и средства достижения освобождения. Джайнизм решительно поддерживает индивидуалистическую природу души и личную ответственность за свои решения; и что только уверенность в себе и индивидуальные усилия ответственны за освобождение.
Аджняна была школой радикального индийского скептицизма Шрамана и соперником раннего буддизма и джайнизма. Они считали, что невозможно познать метафизическую природу или установить истинность философских утверждений; и даже если знание было возможно, оно было бесполезно и невыгодно для окончательного спасения. В них видели софистов, специализирующихся на опровержении, но не пропагандирующих какую-либо собственную позитивную доктрину. Джаяраши Бхатта (ок. 800 г.), автор скептического труда под названием «Таттвопаплавасимха» («Лев, пожирающий все категории» / «Нарушение всех принципов»), считался важным философом Аджняны.
Аштавакра-гита, приписываемая мудрецу Аштавакре, исследует метафизическую природу существования и значение индивидуальной свободы, представляя свой тезис о том, что существует только одна Высшая Реальность (Брахман), вся вселенная есть единство и проявление этой реальности, все взаимосвязано, все « Я» (Атман, душа) являются частью этого единого, и эта индивидуальная свобода является не конечной точкой, а данностью, отправной точкой, врожденной.
Первая книга «Йога Васиштхи» мудреца Вальмики описывает разочарование Рамы природой жизни, человеческими страданиями и его пренебрежение к материальному миру. Вторая книга через характер Рамы представляет стремление человека к освобождению и природу (натуру) тех, кто ищет такого освобождения. Четвертая книга описывает природу мира и излагает множество идей недуализма в виде многочисленных историй. Вальмики подчеркивает свободную волю и творческую силу человека.
В центре внимания древнего философского направления мимансы была эпистемология (прамана), то есть изучение того, что является надежным средством познания. В учении обсуждался вопрос не только о том, «как человек когда-либо узнает или узнает, что бы он ни знал», но также и то, является ли природа всех знаний замкнутой по своей сути. Делают ли такие люди, как фундаменталисты, которые критикуют обоснованность любых «обоснованных убеждений» и системы знаний, ошибочные предположения о тех самых предпосылках, которые они критикуют, и как правильно интерпретировать и избегать неправильного толкования текстов дхармы, таких как Веды. Для философов направления мимансы природа неэмпирического знания и человеческие средства для его получения таковы, что никогда нельзя быть полностью в чем-либо уверенным, в некоторых случаях можно только принять на веру утверждения о знании чего-либо.
Главной задачей буддийской философии является сотериология, определяемая как свобода от дуккхи (беспокойства). Поскольку незнание истинной природы вещей считается одним из корней страданий, буддийские мыслители занимались философскими вопросами, связанными с эпистемологией и использованием разума. Дуккха может быть переведена как «неспособность удовлетворить», "неудовлетворительный характер и общая ненадежность всех обусловленных явлений «; или „болезненный“. Праджня — это понимание или знание истинной природы существования. Буддийская традиция рассматривает невежество (авидья), фундаментальное невежество, непонимание или неправильное восприятие природы реальности, как одну из основных причин дуккхи и перерождения в колесе сансары. Преодолевая невежество или непонимание, человек просветляется и освобождается. Это преодоление включает в себя пробуждение к непостоянству и безличной природе реальности, и это развивает бесстрастие к объектам привязанности и освобождает существо от дуккхи и сансары. Пратитьясамутпада, также называемая «зависимое возникновение или зависимое происхождение», — это буддийская теория, объясняющая природу и отношения бытия, становления, существования и конечной реальности. Буддизм утверждает, что нет ничего независимого, кроме состояния нирваны. Все физические и ментальные состояния зависят от других ранее существовавших состояний и возникают из них, и, в свою очередь, из них возникают другие зависимые состояния, пока они прекращаются.

### Понятие «природа» в философии Восточной Азии
Конфуцианство рассматривает обычную деятельность человеческой жизни — и особенно человеческие отношения — как проявление священного, потому что они являются выражением нравственной природы человечества (xìng性), которая имеет трансцендентную опору на Небесах (Tiān天) и раскрывается через соответствующее проявление уважения к духам или богам (шен) мира. Тянь (天), ключевое понятие в китайской мысли, относится к Богу Неба, северной вершине неба и его вращающимся звездам, а также к земной природе и ее законам, исходящим с Неба, к «Небесам и Земле» (то есть «все вещи»), и внушающим благоговейный трепет силам, неподвластным человеческому контролю. Конфуций использовал этот термин мистическим образом. Это похоже на то, что даосы подразумевали под Дао: «то, каковы вещи» или «закономерности мира», которые Стефан Фейхтванг приравнивает к древнегреческому понятию physis, «природы» как зарождения и регенерации вещей и нравственного порядка. Фейхтванг поясняет, что различие между конфуцианством и даосизмом прежде всего заключается в том, что первый ориентируется на реализацию звездного порядка Неба в человеческом обществе, а второй — на созерцание Дао, которое спонтанно возникает в природе.

## Современная наука и законы природы: попытка избежать метафизики

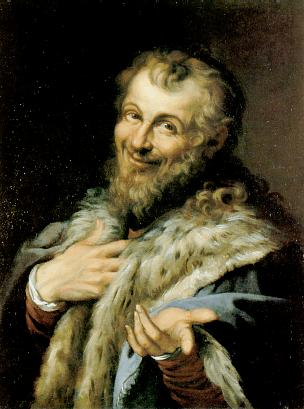
Воображаемое изображение Демокрита, смеющегося философа. Эпоха Возрождения, Агостино Карраччи.

Философия Нового времени повернулась в сторону материализма благодаря Фрэнсисом Бэконом, который отверг четыре различные причины природы объектов и мира и рассматривал Аристотеля как человека, который «действовал в духе различий и противоречий по отношению ко всем философам древности: стремился не только создавать новые научные слова по своему усмотрению, но и смешивать понятия и уничтожать всю древнюю мудрость». Бэкон предполагал, что менее известные греческие философы, такие как Демокрит, «которые не предполагали наличие разума или разума в структуре вещей», были высокомерно отвергнуты из-за аристотелизма, что привело к ситуации в его время, когда «поиск физических причин был проигнорирован и замер».
Так говорил Бэкон. . .
Физика принимает во внимание ту же природу объектов: но как? Только в отношении материальных и действенных причин их возникновения, а не в отношении форм. Например, если спросить о причине белизны снега или пены, и это будет представлено таким образом, что причиной является тонкая смесь воздуха и воды, это хорошо передано; но, тем не менее, является ли это формой белизны? Нет Но это эффект которое всегда является лишь внешним видом подобного процесса. Эту часть метафизики я не нахожу трудной и совершенной…
— Фрэнсис Бэкон, Развитие образования II.VII.6

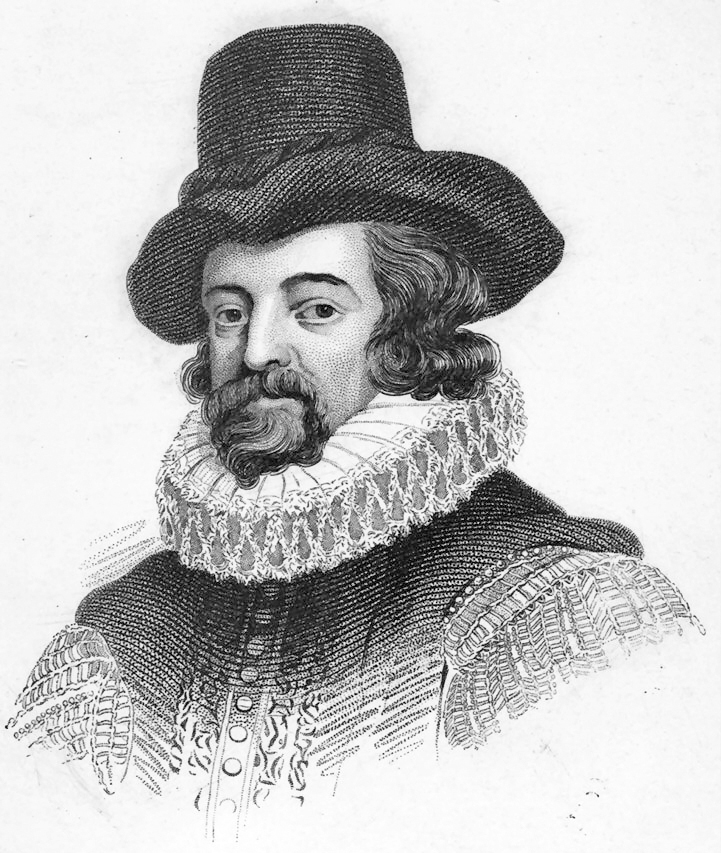
Френсис Бэкон

В своем «Новом органуме» Бэкон утверждал, что единственные формы или природы, которые мы должны предполагать — это «простые» (в отличие от сложных), пути которыми тепло, движение и т. д. работают. Например, в афоризме 51 он пишет:
Человеческое понимание по своей природе склонно к абстракции и предполагает, что то, что колеблется, должно быть фиксированным. Но лучше исследовать по частям, чем принимать за данность абстрактную природу. Таков был метод, применяемый школой Демокрита, которая добилась большего прогресса в проникновении в природу, чем остальные направления. Лучше всего рассмотреть материю, ее структуру и изменения этой структуры, ее собственное действие и закон этого действия или движения, поскольку формы — это просто вымысел человеческого разума, если только вы не назовете законы действия этим именем.
Следуя совету Бэкона, научный поиск формальной причины вещей теперь заменяется поиском « законов природ»" или" законов физики во всем научном мышлении. Используя хорошо известную терминологию Аристотеля, это описания действующей причины, а не формальной или конечной причины. Это означает, что современная наука ограничивает свои гипотезы о нефизических вещах предположением о том, что существуют закономерности поведения всех вещей, которые не меняются.
Эти общие законы, другими словами, заменяют размышления о конкретных «законах», например о «человеческой природе». В современной науке человеческая природа является частью той же общей схемы причины и следствия, подчиняющейся тем же общим законам, что и все остальное. Вышеупомянутое различие между случайными и субстанциальными свойствами, а также знанием и мнением также исчезает в рамках этого нового подхода, стремящегося избежать метафизики.
Еще в процессе обучения Бекона термин «законы природы» был известен благодаря последователям Аристотеля. Святой Фома Аквинский, например, определил закон таким образом, что природа действительно была подчинена сознательному достижения целей, подобно человеческому закону: «таинство разума для общего блага, принятое тем, кто заботится об обществе, и обнародованное». Напротив, Гуго Гроций, современник Бэкона, описал закон природы как «правило, которое [можно] вывести из фиксированных принципов с помощью последовательного процесса рассуждений». А еще позднее Монтескье отступил еще дальше от исходной метафоры, описывая законы неопределенно как «необходимые отношения, вытекающие из природы вещей».

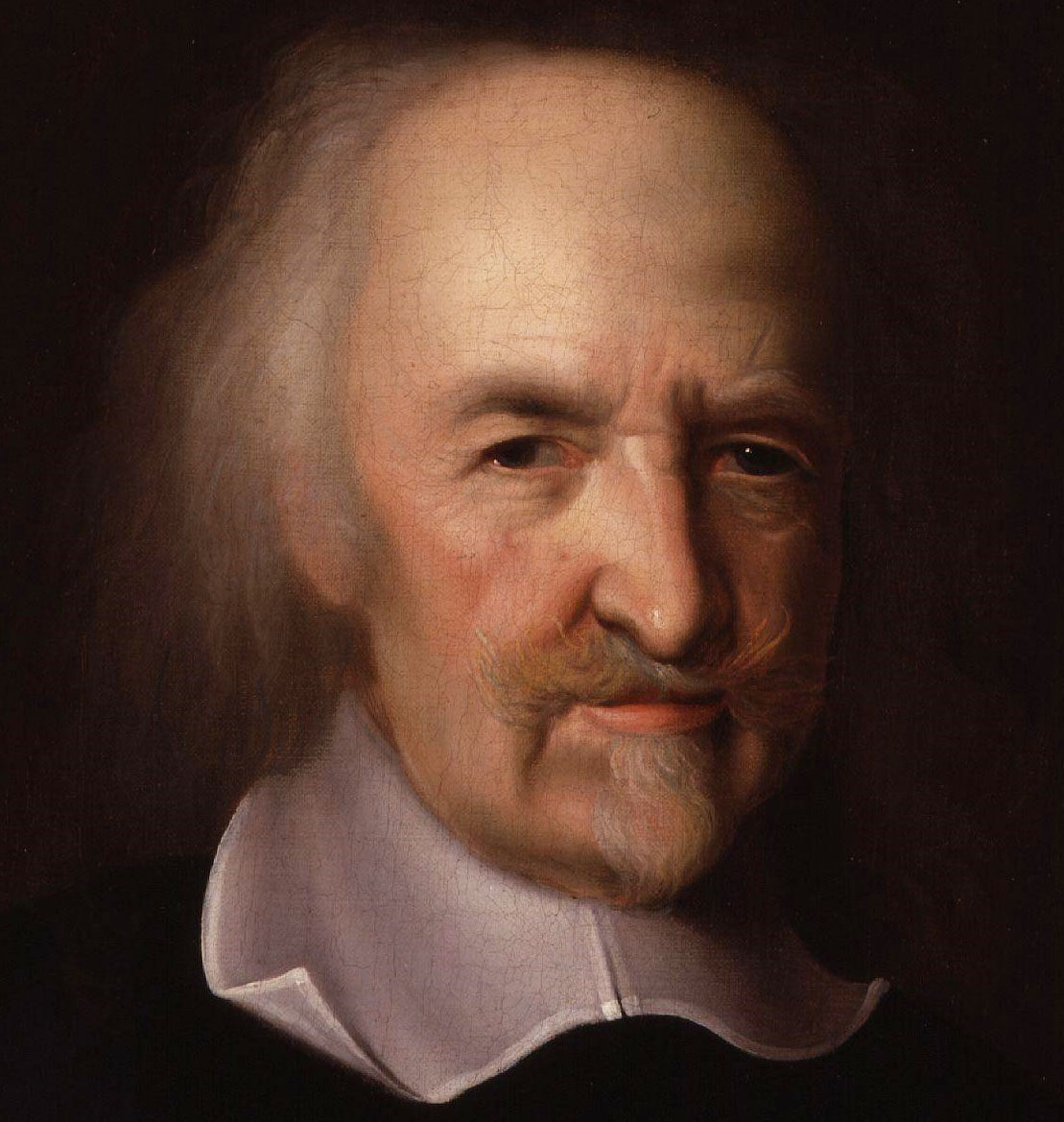
Томас Гоббс

Одним из наиболее важных последователей Бэкона был Томас Гоббс, чьи труды о природе наиболее известны. Его самая известная работа « Левиафан» начинается со слова «Природа», а затем в скобках определяет ее как «искусство, с помощью которого Бог создал мир и управляет им». Несмотря на это благочестивое описание, Гоббс придерживается Бэконовского подхода. Вслед за своим современником Декартом Гоббс описывает саму жизнь как механическое движение, действующую подобно часовому механизму:
Исходя из этого постулата, Гоббс, уже получивший признание в естествознании, стремился описать политическое и социальное общество с точки зрения «законов природы». Но в новом современном подходе Бэкона и Гоббса, а до них Макиавелли (который, однако, никогда не облекал свою критику аристотелевского подхода в средневековые термины вроде «законов природы») такие законы природы совершенно отличны от нравственных человеческих законов: они больше не подразумевают никакого понятия о том, что есть добро и зло, а описывают естественное состояние вещей, и, когда речь идет о законах человеческой природы, какие основные виды человеческого поведения можно выделить.

## Природа позднего модернизма"[что?]

Жан-Жак Руссо: цивилизованный человек, но человек, который задавался вопросом, естественна ли цивилизация для человеческой природы.

Выделенный термин «закон природы» из первоначальной средневекового описания законов, утвержденных человеком, термин «закон природы» теперь используется реже, чем в раннее Новое время.
Взять к примеру термин «человеческая природа», обсуждаемый в этике и политике: после того, как философы раннего Нового времени, такие как Гоббс, описали человеческую природу как то, чего можно ожидать от механизма, называемого человеком, потеряло смысл говорить о человеческой природе в некоторых контекстах.
В конце 18 века Руссо сделал критическое замечание в своем «Втором дискурсе», рассуждая о том, что человеческая природа, как мы ее знаем, рациональная, лингвистическая и т. д., является результатом исторических случайностей и специфического воспитания человека, как индивидуума. Последствия такого хода рассуждений были огромными. Все дело было в вопросе понимания природы. Фактически Руссо утверждал, что человеческая природа, один из наиболее важных типов природы в аристотелевской школе, не существует в том виде, в каком она понималась до этого времени.

## Выживание метафизики
Подход современной науки, как и подход последователей Аристотеля, по-видимому, не является общепринятым всеми исследователями, которые принимают концепцию природы как реальность, к которой мы можем стремиться.
Бэкон и другие противники метафизики утверждали, что все попытки выйти за пределы природы обречены на одни и те же ошибки, но сами метафизики видят разницу в подходах.
Иммануил Кант, например, выразил потребность в Метафизике в очень схожих с Аристотелем терминах.
… хотя мы не можем знать эти объекты как вещи сами по себе, мы все же должны быть в состоянии, по крайней мере, мыслить их как вещи сами по себе; в противном случае мы пришли бы к абсурдному выводу, что может быть видимость без чего-либо, что кажется.
— Критика чистого разума, стр. Xxvi-xxvii
Как и приверженцы Аристотеля, кантианство утверждает, что человеческий разум сам по себе должен иметь характеристики, выходящие за пределы природы, в некотором роде метафизические. В частности, Кант утверждал, что человеческий разум поставляется в готовом виде с априорным программированием, так сказать. Это позволяет ему понимать природу.

## Изучение природы без метафизики
Авторы от Ницше до Ричарда Рорти утверждали, что научные пути изучения природы (натуры), могут и должны развиваться без метафизики. Но это утверждение всегда вызывало споры. Такие авторы, как Бэкон и Юм, никогда не отрицали, что использование ими слова «природа» подразумевает метафизическое понятие, но пытались следовать подходу Макиавелли, говоря только о том, что работает, вместо того, чтобы заявлять, что понимают то, что кажется невозможным для понимания.